# چوکوتکا ۲۵۰۹
سیارک ۲۵۰۹ (به انگلیسی: 2509 Chukotka، نامگذاری:1977NG) دو هزار و پانصد و نهمین سیارک کشف شده‌است که در ۱۴ ژوئیه ۱۹۷۷ کشف شد.
قدر مطلق سیارک برابر ۱۲٫۶۰ است.